# Theridion decemperlatum
Theridion decemperlatum là một loài nhện trong họ Theridiidae.
Loài này thuộc chi Theridion. Theridion decemperlatum được Eugène Simon miêu tả năm 1889.